# И после Бетмена: Повратак Џокера
И после Бетмена: Повратак Џокера (енгл. Batman Beyond: Return of the Joker) је амерички direct-to-video анимирани суперхеројско-мистериозни филм из 2000. године продуциран од стране Warner Bros. Animation и дистрибуиран од стране Warner Bros. Home Entertainment-а. Представља трећи филм DC-јевом анимираном универзуму и заснован на анимираној серији И после Бетмена.
И после Бетмена: Повратак Џокера садржи DC Comics-ове суперхероје Бруса Вејна (Кевин Конрој) и Терија Макгиниса (Вил Фридл) док покушавају да разоткрију мистериозни повратак бившег непријатеља, Џокера (Марк Хамил). Након масакра у Колумбијану, филм је добио тешке монтаже због чега је његово издање одложено до 12. децембра 2000. године. Необрезана верзија је накнадно објављена на DVD-у 2002. године, са генерално позитивним критикама.
Филм је издат 15. новембра 2020. године у Србији, заједно са других осам филмова DC-јевог анимираног универзума, на HBO Go-у.

## Радња
Тери Макгинис је преузео Бетменов посао борбе против криминала од остарелог Бруса Вејна, али иако је Тери много тога научио од Вејна, никада није сазнао шокантну истину о Бетменовом последњем сусрету са његовим крвним непријатељем Џокером. Углавном, када се Џокер врати у Готам Сити, још увек зао до сржи, Вејн схвата да је време да нови Бетмен сазна све о овом зликовцу зеленог лица, пре него што Џокер покори цео град—поготово након што Бруса нападне његов стари непријатељ.

## Улоге
| Глумац              | Улога                              |
| ------------------- | ---------------------------------- |
| Вил Фридл           | Тери Макгинис / Бетмен             |
| Кевин Конрој        | Брус Вејн / оригинални Бетмен      |
| Марк Хамил          | Џокер и Џордан Прајс               |
| Енџи Хармон         | комесарка Барбара Гордон           |
| Дин Стоквел         | Тим Дрејк                          |
| Арлин Соркин        | Херлин Квинзел / Харли Квин и Ејми |
| Мелиса Џоун Харт    | Делија и Дејдре Денис / Ди-Ди      |
| Мајкл Розенбаум     | Стјуарт Картер Винтроп / Гул       |
| Дон Патрик Харви    | Чарлс Банц / Чако                  |
| Хенри Ролинс        | Бенџамин Нокс / Бонк               |
| Френк Велкер        | Хијенамен Вуф / Бетгонич Ејс       |
| Лорен Том           | Дејна Тан                          |
| Рејчел Ли Кук       | Челси Канингам                     |
| Тери Гар            | Мери Макгинис                      |
| Рајан О'Донохју     | Метју „Мет” Макгинис               |
| Верни Вотсон-Џонсон | гђа. Џојс Гар                      |
| Мари Шир            | гђа. Дрејк                         |
| Џејсон Станфорд     | гангстер                           |